# 康如乡
康如乡（藏語：གམ་རུ་），是中华人民共和国西藏自治区日喀则市康马县下辖的一个乡镇级行政单位。

## 行政区划
康如乡下辖以下地区：
库青村、白加村、阔曲村、边琼村和拉康村。